# فزارة (المحمودية)
قرية فزارة هي إحدى القرى التابعة لمركز المحمودية في محافظة البحيرة في جمهورية مصر العربية. حسب إحصاءات سنة 2006، بلغ إجمالي السكان في فزارة 7144 نسمة، منهم 3558 رجل و3586 امرأة.

## التاريخ
قرية فزارة من القرى القديمة، واسمها الأصلي وقت الفتح الإسلامي لمصر بلهيب (بالإنجليزية: Pelhip)‏، وقد وردت باسم بلهيت واسمها أيضًا منية الزناطرة في أعمال البحيرة ضمن قرى الروك الصلاحي التي أحصاها ابن مماتي في كتاب قوانين الدواوين، كما وردت باسم منية الزناطرة في أعمال البحيرة ضمن قرى الروك الناصري التي أحصاها ابن الجيعان في كتاب «التحفة السنية بأسماء البلاد المصرية». وفي العصر العثماني كان اسمها في تربيع سنة 933هـ/1527م الذي أجراه الوالي العثماني سليمان باشا الخادم في عصر السلطان العثماني سليمان القانوني فزارة ضمن قرى ولاية البحيرة، وفي تاريخ 1228هـ/1813م الذي عدّ قرى مصر بعد المسح الذي قام به محمد علي باشا باسم فزارة ضمن قرى مديرية البحيرة.